# Narragodes setinaria
Narragodes setinaria là một loài bướm đêm trong họ Geometridae.